# Śluzek krzaczkowaty
Śluzek krzaczkowaty (Ceratiomyxa fruticulosa (O.F. Müll.) T. Macbr.) – gatunek śluzowca.

## Systematyka i nazewnictwo
Pozycja w klasyfikacji: Ceratiomyxaceae, Protostelida, Incertae sedis, Protostelea, Mycetozoa, Amoebozoa, Protozoa (według Index Fungorum).
Synonimy naukowe:

- Byssus fruticulosa O.F. Müll. 1777
- Ceratiomyxa fruticulosa var. flexuosa (Lister) G. Lister
- Ceratiomyxa mucida (Pers.) J. Schröt. 1889
- Ceratiomyxa mucida var. flexuosa Lister 1894
- Ceratium mucidum (Pers.) J. Schröt. 1886
- Famintzinia fruticulosa (O.F. Müll.) Lado 2001
- Isaria mucida Pers. 1794
- Isaria mucida Schumach. 1803

## Morfologia
Owocniki bardzo małe, najczęściej białe, rzadziej żółtawe lub niebieskawe. Mają postać pręcików o wysokości ok. 1–6 mm i grubości 0,3 mm. Czasami rozgałęziają się u podstawy na kilka (do 5) pręcików. Owocniki zazwyczaj tworzą luźne lub zwarte grupy składające się z dziesiątków i setek pojedynczych pręcików tworzących kolumny. Mają miękką, gąbczastą konsystencję.
Zarodniki wyrastają na zewnętrznej powierzchni owocników. Mają rozmiar 7–20 × 1,5–3 μm. Są bezbarwne lub bladozielonkawe i mają w środku granulkową zawartość.
Plazmodium jest wodniste, białożółtawe. Chociaż śluzek krzaczkowaty występuje na powierzchni drzew, mchów itp., nie jest pasożytem i nie wnika w głąb organizmów, na których występuje. Jego plasmodium powoli pełznie po podłożu pochłaniając i trawiąc znajdujące się na nim cząstki organiczne, bakterie, grzyby.

## Występowanie
Gatunek ten jest rozprzestrzeniony na całym świecie. Występuje we wszystkich strefach klimatycznych, od Arktyki do tropików i  prawdopodobnie jest najczęściej występującym na świecie gatunkiem śluzowca. Rozwija się na starych pniach, przeważnie w pęknięciach drewna lub na mchach. Może pokrywać powierzchnie o średnicy talerza. W lecie i po deszczach bardzo częsty, ale często przeoczany. W Polsce bardzo pospolity.

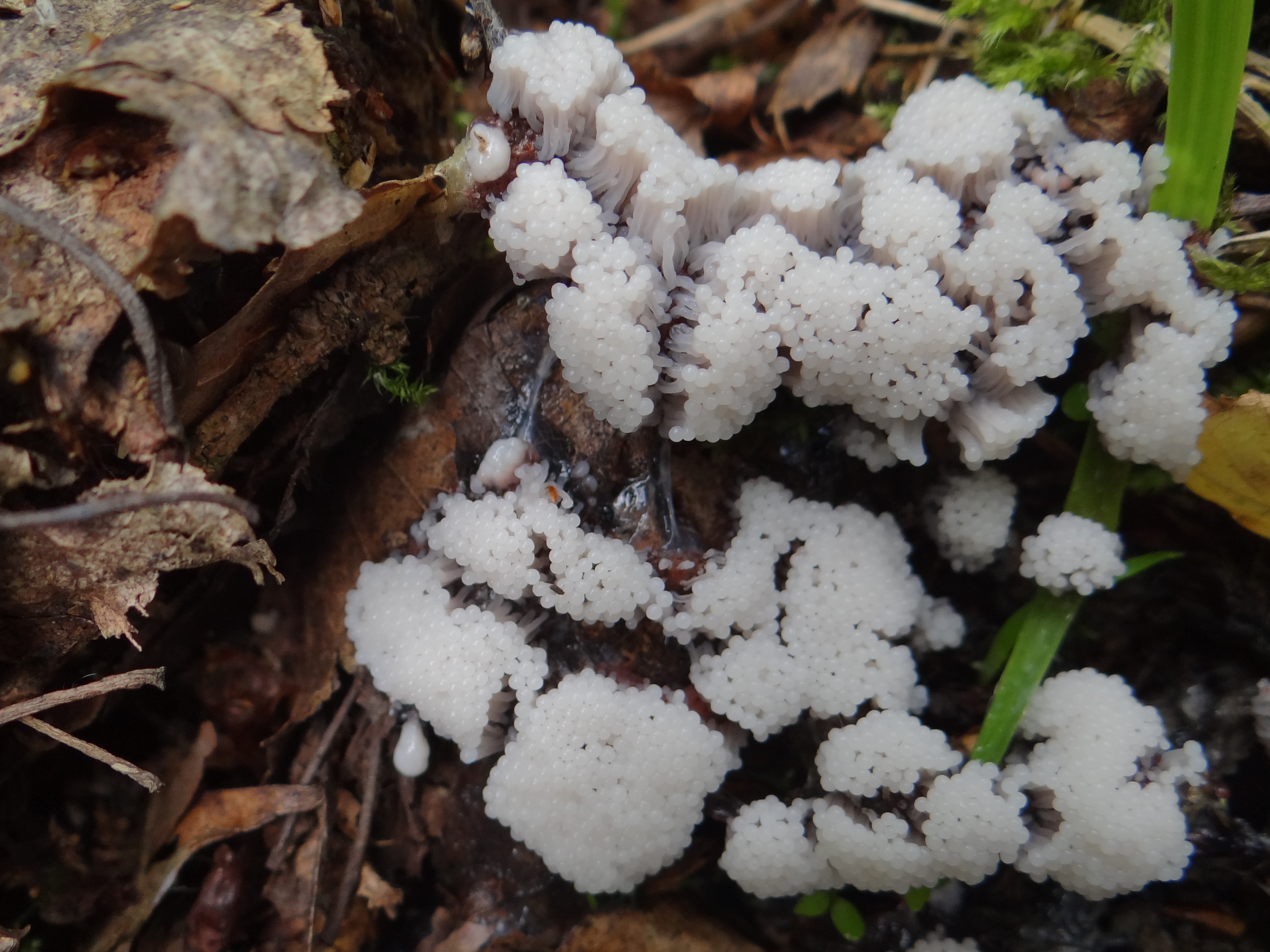
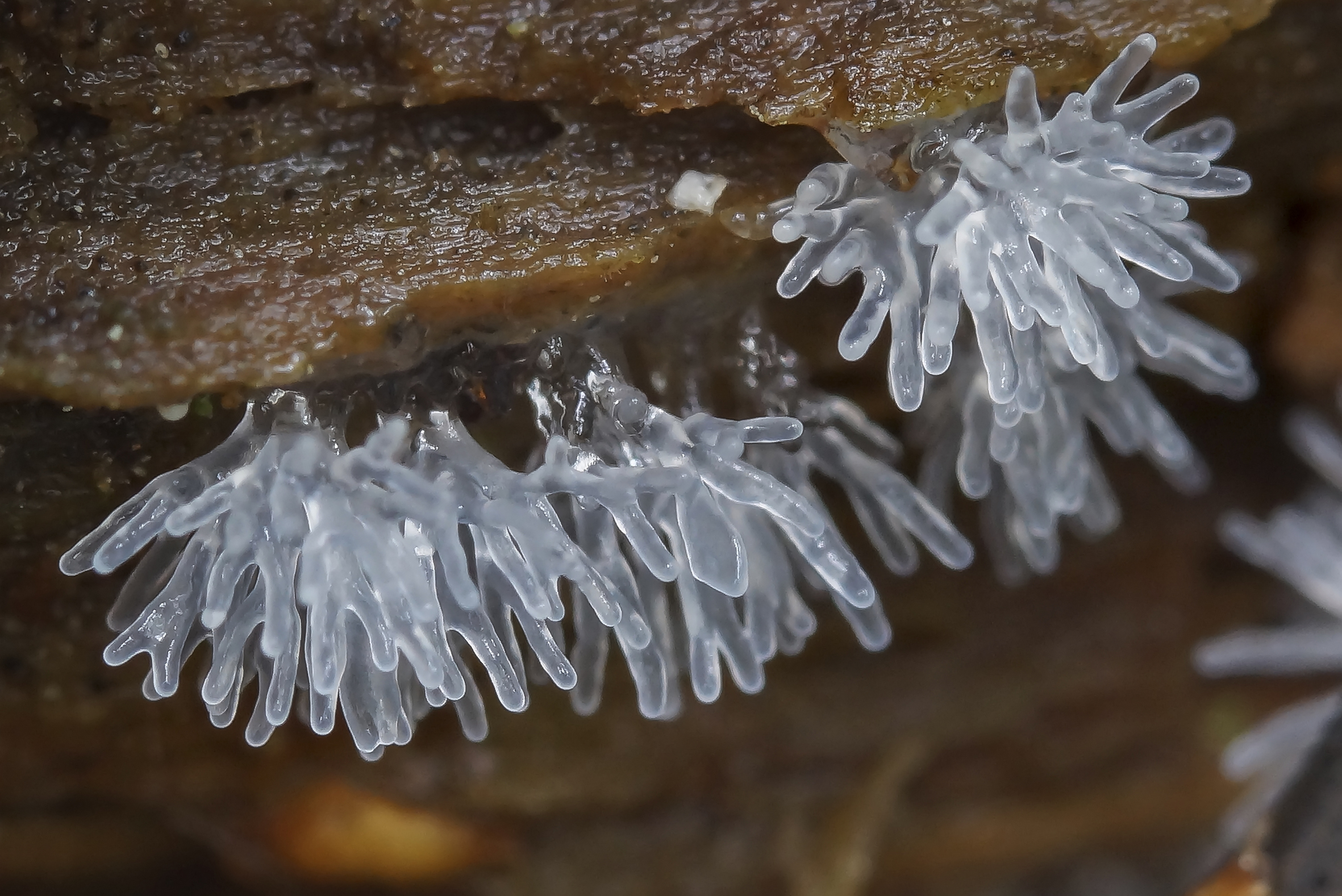
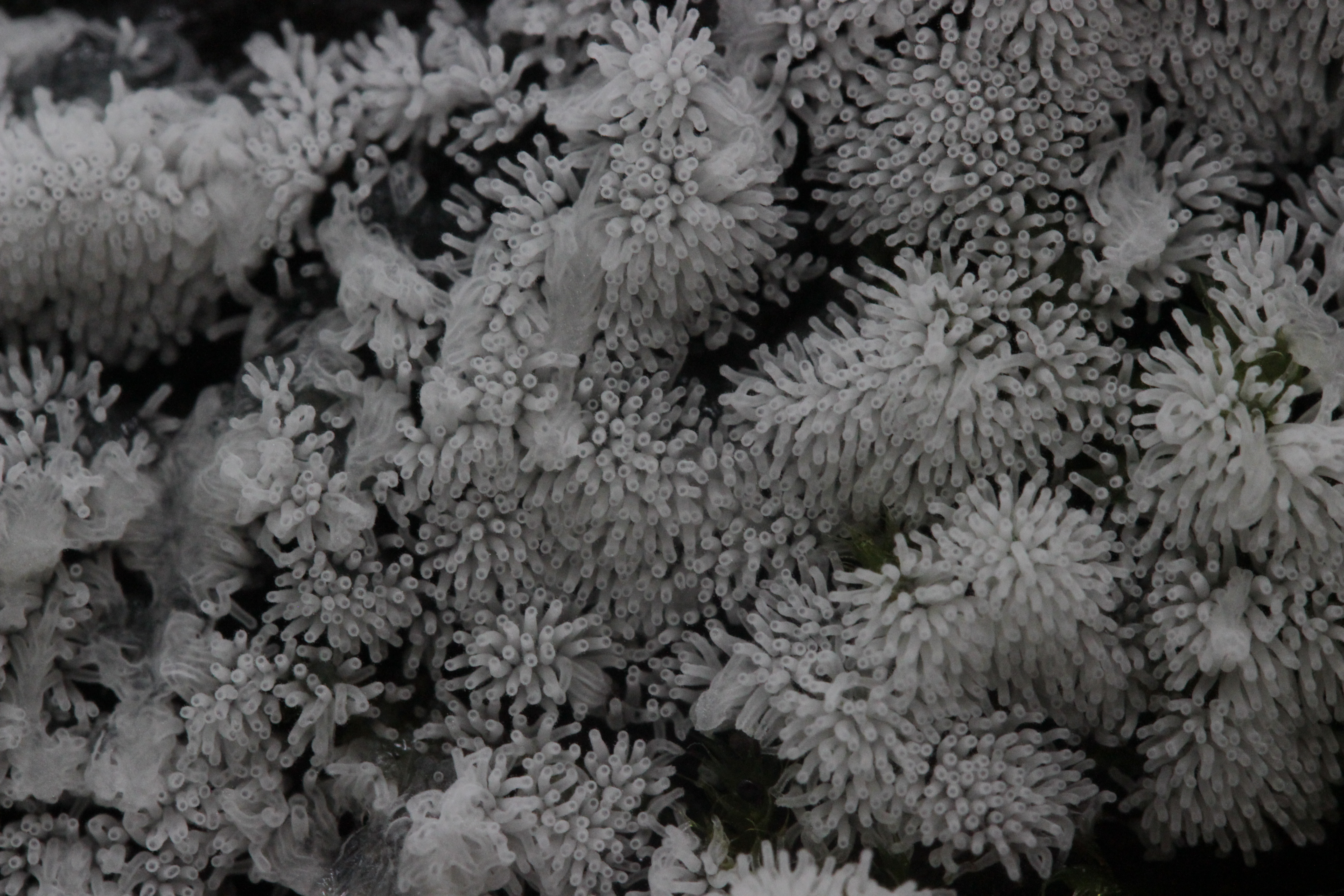
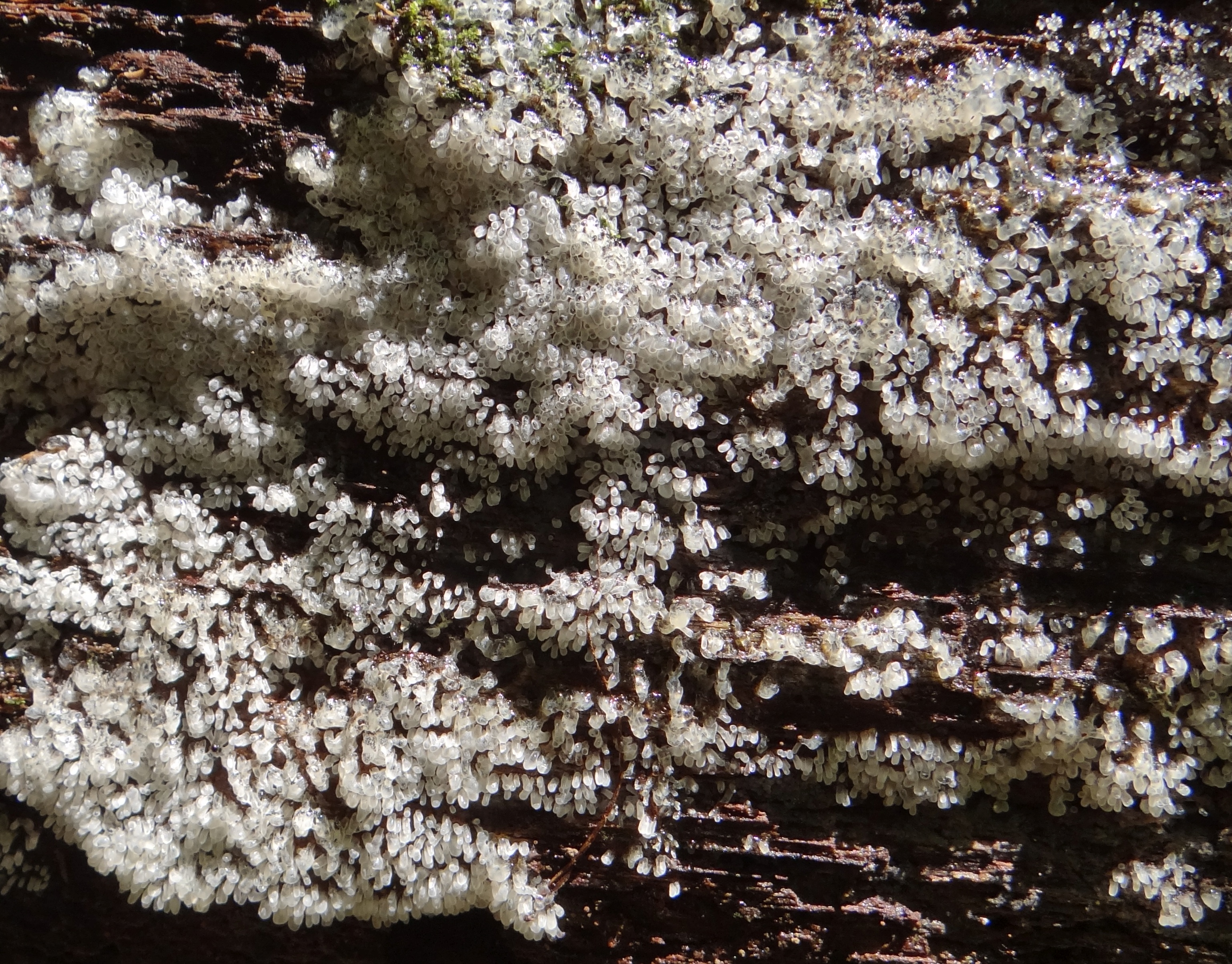